# Caio Paulista
Caio Paulista, właśc. Caio Fernando de Oliveira (ur. 11 maja 1998 w São Paulo) – brazylijski piłkarz występujący na pozycji lewego obrońcy lub bocznego pomocnika, od 2024 roku zawodnik Palmeiras.